# 肌衛星細胞
肌卫星细胞（Myosatellite cell）是一种位於骨骼肌中的细胞。肌衛星细胞呈扁平形，有突起，通常附着在肌纤维表面。当肌纤维受损伤后，肌卫星细胞可增殖分化，参与肌纤维的修复，具有干细胞性质。